# La Lucha, Tabasco
La Lucha är en ort i Mexiko.   Den ligger i kommunen Huimanguillo och delstaten Tabasco, i den sydöstra delen av landet, 600 km öster om huvudstaden Mexico City. La Lucha ligger 44 meter över havet och antalet invånare är 331.
Terrängen runt La Lucha är mycket platt. Runt La Lucha är det ganska glesbefolkat, med 45 invånare per kvadratkilometer. Närmaste större samhälle är Huimanguillo, 13,9 km nordost om La Lucha. Trakten runt La Lucha består till största delen av jordbruksmark.